# Roboțica roz: Gardiana insulei
Roboțica roz: Gardiana insulei (titlu original: în engleză The Wild Robot) este un film de animație din 2024 produs de DreamWorks Animation și distribuit de Universal Pictures. Bazat pe romanul din 2016 cu același nume de Peter Brown, filmul a fost regizat și scris de Chris Sanders.
O continuare este în dezvoltare.

## Rezumat
În urma unei furtuni, o navă de marfă aparținând companiei Universal Dynamics pierde șase roboți ROZZUM, care naufragiază pe o insulă nelocuită. Doar Unitatea 7134 supraviețuiește, fiind activată din greșeală de animalele sălbatice. Acestea, speriate de prezența robotului, îl consideră un „monstru” și îl botează Roz. Deși încearcă să le ajute, Roz se rănește în repetate rânduri, chiar și după ce învață să comunice cu toate animalele din insulă.
Pentru că nu găsește pe nimeni care să aibă nevoie de serviciile ei, Roz încearcă să semnalizeze pentru a fi recuperată. Însă este lovită de fulger și apoi atacată de animalele speriate. Fuga ei de Thorn, un urs grizzly agresiv, se încheie tragic atunci când calcă accidental pe un cuib de gâscă, omorând toate ouăle, mai puțin unul. Roz protejează oul de o vulpe roșie înfometată, pe nume Fink, iar din ou iese în cele din urmă o gâscă. Puiul se atașează imediat de Roz și, în haosul momentului, aceasta își pierde dispozitivul cu rază lungă de acțiune.
Un oposum pe nume Pinktail, împreună cu numeroșii săi pui, îi „încredințează” lui Roz sarcina de a crește puiul de gâscă și de a-l învăța să înoate, să zboare și să se hrănească singur până la venirea migrației de iarnă. Între timp, Fink descoperă că poate profita de pe urma lui Roz, care construiește un adăpost. Roz îl numește pe puiul de gâscă Pliscăr, iar cei trei ajung să locuiască împreună. Pe măsură ce Pliscăr crește, este respins de celelalte gâște și, într-un moment tensionat, află că Roz i-a ucis accidental familia. Simțindu-se trădat, o respinge cu furie.
Roz reușește să reconstruiască una dintre unitățile ROZZUM, modelul 6262, pe care o poreclește „Rummage”. Căutând un sens și un sfat, Roz discută cu Rummage, care îi oferă propriul dispozitiv, sfătuind-o să se întoarcă la fabrica Universal Dynamics. Între timp, Roz cere ajutorul unui șoim, Thunderbolt, pentru a-l învăța pe Pliscăr să zboare. De asemenea, primește îndrumări de la Gât Lung, liderul gâștelor migratoare, grație cărora Pliscăr reușește să stăpânească zborul chiar la timp pentru a se alătura migrației.
După plecarea lui Pliscăr, Roz se simte părăsită și nesigură de menirea sa. Activează dispozitivul primit, dar îl dezactivează imediat după ce Universal Dynamics detectează semnalul. În timpul migrației, o furtună obligă stolul de gâște să se adăpostească într-o seră aparținând Universal Dynamics. Aici se declanșează o alertă de contaminare, ceea ce determină compania să trimită pe insulă roboți de recunoaștere (RECO). Într-un gest de sacrificiu, Gât Lung își pierde viața entru a-i permite lui Pliscăr să conducă stolul spre siguranță.
Pe insulă, între timp, Roz și Fink salvează animalele din calea unei furtuni puternice de zăpadă, îndemnându-le să încheie un armistițiu. Roz se dezactivează după aceea, iar primăvara este trezită din nou de prietenii ei, care păstrează pacea în absența sa. Pliscăr se întoarce, aclamat ca un erou, dar bucuria revederii este de scurtă durată: o navă de recuperare Universal Dynamics, condusă de robotul Vontra (Virtual Observational Neutralizing Troublesome Retrieval Authority), sosește pentru a o captura pe Roz. Roz fuge împreună cu Fink, urmărită de RECO-urile trimise de Vontra. Animalele se unesc pentru a lupta împotriva roboților, însă Vontra detonează unitățile RECO avariate pentru a o paraliza pe Roz, declanșând un incendiu de pădure. În toiul haosului, Thunderbolt și gâștele atacă nava, oferindu-i lui Pliscăr ocazia să o salveze pe Roz, în timp ce Fink și celelalte animale sting focul.
Deși Roz pare să fi fost înfrântă, dragostea față de Pliscăr îi reactivează sistemele. Ea reușește să-l învingă pe Vontra, evacuându-l pe Pliscăr chiar înainte ca nava să explodeze. La final, Roz ia decizia de a se întoarce la Universal Dynamics pentru a proteja insula de viitoare amenințări, dar promite că va reveni. Animalele continuă să trăiască în armonie, iar Roz, lucrând într-o seră Universal Dynamics, păstrează vie amintirea prietenilor ei. Pliscăr o vizitează, iar cei doi se îmbrățișează cu drag.

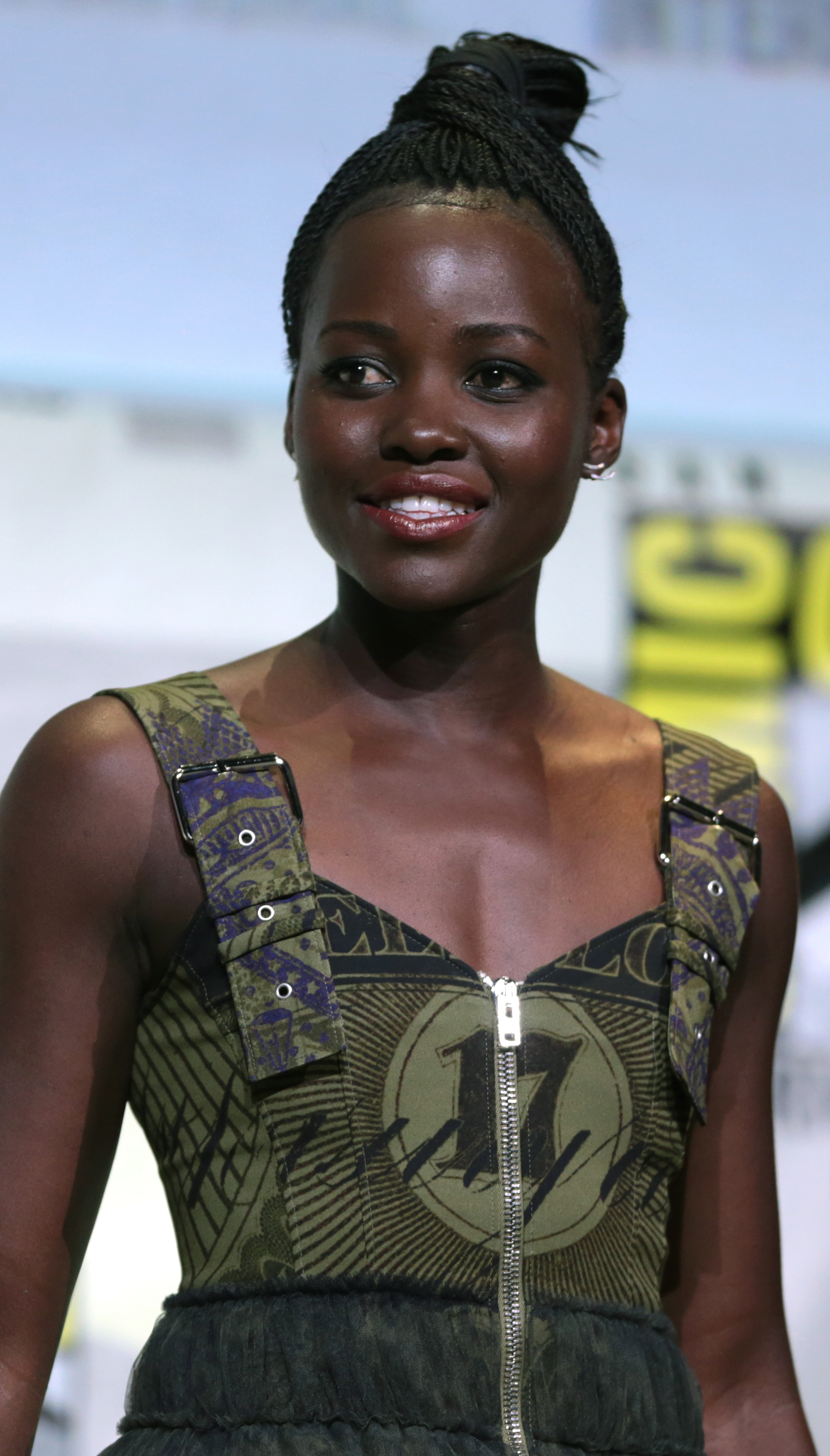
Lupita Nyong'o - vocea lui Roz

## Distribuție
- Lupita Nyong'o – unitatea ROZZUM 7134 ("Roz") și 6262 ("Rummage")
- Pedro Pascal - vocea vulpoiului FinkPedro Pascal – vulpea Fink

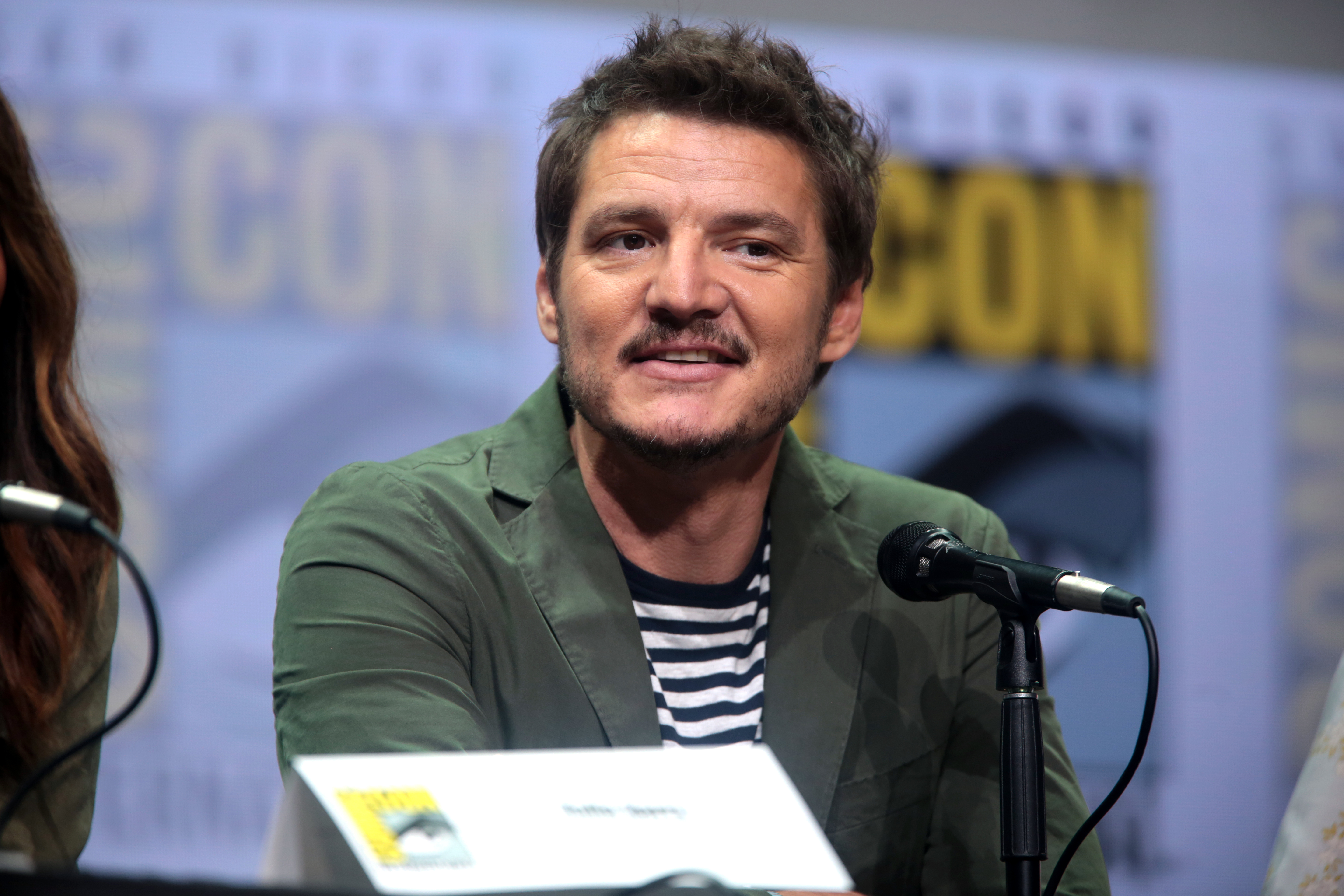
Pedro Pascal - vocea vulpoiului Fink

- Kit Connor – puiul de gâscă Pliscăr 
  - Boone Storme – Brightbill în primele sale zile
- Catherine O'Hara – Pinktail
- Bill Nighy – Gât Lung
- Stephanie Hsu – Vontra (Virtual Observational Neutralizing Troublesome Retrieval Authority)
- Mark Hamill – Thorn, urs grizzly
- Matt Berry – Paddler
- Ving Rhames – Thunderbolt
- Randy Thom – RECOs

## Producție
Încă dinaintea publicării romanului Insula roboților al lui Peter Brown, în 2016, DreamWorks Animation achiziționase deja drepturile de adaptare, alocând un buget de 78 de milioane de dolari pentru realizarea filmului. Regizorul Chris Sanders a aflat pentru prima dată despre carte prin intermediul fiicei sale, deși nu o citise la acel moment. Câțiva ani mai târziu, în căutarea unui nou proiect la DreamWorks, Sanders a primit ocazia de a scrie și regiza o adaptare cinematografică a cărții. După ce a citit-o, a fost imediat cucerit de poveste și a simțit că este persoana potrivită pentru a o transpune pe ecran.
Sanders a descris cartea drept „înșelător de simplă” și „complexă din punct de vedere emoțional”. Interesant este că ideea unei creaturi care dezvoltă o legătură cu animalele într-o pădure îl preocupase încă de la debutul său regizoral cu Lilo & Stitch (2002). El l-a contactat pe Peter Brown, iar acest prim apel telefonic avea să se dovedească esențial pentru direcția artistică a filmului. Brown le-a împărtășit echipei de producție tema centrală a cărții: bunătatea ca formă de supraviețuire. Sanders a fost inspirat de acest mesaj și a urmărit să-l integreze în film, fiind convins că a reușit. O altă temă care l-a atras profund a fost maternitatea, o latură pe care Sanders nu o explorase niciodată în lucrările sale anterioare.
Procesul de dezvoltare a durat patru ani, timp în care povestea a suferit modificări față de materialul original. În carte, Roz este într-o continuă căutare a unei sarcini, dar se află într-un loc în care nimeni nu are nevoie de serviciile ei. Sanders a simțit că această premisă risca să devină repetitivă în film, așa că s-a străduit să o facă pe Roz un personaj interesant și dinamic de-a lungul întregii povești. De asemenea, anumite personaje din carte au primit roluri reduse în film, pentru a permite altora să aibă un impact mai mare și pentru a evita supraaglomerarea narativă.

### Casting
Pe 5 martie 2024, odată cu lansarea primului trailer al filmului, au fost anunțați membrii distribuției: Lupita Nyong'o, Pedro Pascal, Catherine O'Hara, Bill Nighy, Kit Connor, Mark Hamill, Matt Berry și Ving Rhames.
Regizorul Chris Sanders a dorit ca Roz să fie un personaj profund captivant, iar pentru aceasta a considerat esențială o interpretare vocală de excepție. El a vrut să evite tiparul clasic al robotului „fără emoții care devine brusc uman”, optând în schimb pentru o evoluție subtilă și autentică a personajului. Lupita Nyong’o a fost însărcinată să găsească vocea potrivită pentru Roz și să o modeleze pe măsură ce povestea avansa. Misiunea ei a fost cu atât mai importantă cu cât Roz nu are expresii faciale, astfel că vocea era singurul mijloc prin care putea fi transmisă complexitatea emoțională a personajului.
Mark Hamill, care îl interpretează pe ursul Thorn, a povestit că a descoperit filmul după ce a citit cartea Insula roboților. El a declarat că lectura i-a trezit emoții similare cu cele pe care le trăise când a lucrat la Războiul Stelelor (1977), unde a jucat rolul iconic al lui Luke Skywalker.

### Animație
Roboțica Roz este ultimul film animat integral în studioul DreamWorks, după cum a relatat Cartoon Brew pe 6 octombrie 2023. Studio-ul a anunțat că va înceta producția internă de filme în campusul din Glendale, urmând ca, după 2024, să colaboreze în principal cu studiouri externe. Producția filmului a implicat și contribuții externe, printre care Stim Studio din Franța, care a realizat trucaje suplimentare pentru personaje.
După ce a citit cartea, Chris Sanders a simțit că tonul inocent al poveștii și decorul natural cereau o estetică vizuală diferită de stilul CGI fotorealist adoptat frecvent în animația contemporană. Împreună cu designerul de producție Raymond Zibach, Sanders a dorit ca filmul să păstreze aspectul pictural al conceptelor vizuale inițiale. Pentru a atinge acest obiectiv, echipa a apelat la tehnologiile dezvoltate pentru filmele Motanul încălțat: Ultima dorință și Băieții răi (ambele din 2022), oferind personajelor și mediilor un aspect texturat, ca și cum ar fi fost pictate manual.
Această abordare stilistică a fost aplicată fiecărui element vizual, de la ceruri la fundaluri, oferind filmului un aspect unitar și distinct. Sanders a fost inspirat de estetica animației clasice Disney și de universul lui Hayao Miyazaki, rezultând un stil vizual pe care l-a descris ca „o pictură Monet într-o pădure Miyazaki”. Ca influențe majore a menționat filmele Bambi (1942) și Vecinul meu Totoro (1988), în timp ce pentru elementele futuriste s-a inspirat din lucrările lui Syd Mead.
În privința designului lui Roz, Sanders a dorit un aspect memorabil, care să se alăture marilor roboți din istoria ficțiunii. A fost influențat de designul iconic al roboților C-3PO și R2-D2 din Războiul Stelelor, precum și de Robby Robotul din Planeta Interzisă (1956), optând pentru o Roz cu articulații faciale minime, capabilă însă să transmită emoții puternice.
Pe parcursul producției, au fost create numeroase prototipuri ale personajului. Designul final i-a aparținut artistului Hyun Huh, care a prezentat o versiune simplă și atrăgătoare, imediat adoptată de echipă. Deși cartea originală o descria pe Roz cu multă atenție la detalii, Sanders și echipa au ales să simplifice designul, păstrând însă caracterul umanoid al robotului, fidel intenției lui Peter Brown de a sugera rolul unei unități ROZZUM în raport cu oamenii.

### Muzică
În martie 2024 s-a anunțat că Kris Bowers va compune coloana sonoră a filmului, marcând astfel prima sa contribuție la un lungmetraj de animație. De asemenea, au fost prezentate două melodii originale, interpretate și co-scrise de Maren Morris. Prima piesă, „Kiss the Sky”, a fost lansată pe 28 august, iar cea de-a doua, „Even When I'm Not”, a fost lansată pe 27 septembrie, odată cu întregul album al coloanei sonore. Morris și echipa sa de co-scenariști au fost inspirați să creeze a doua melodie, „Even When I'm Not”, după ce au vizionat versiunea finală a filmului; piesa apare pe genericul de final.

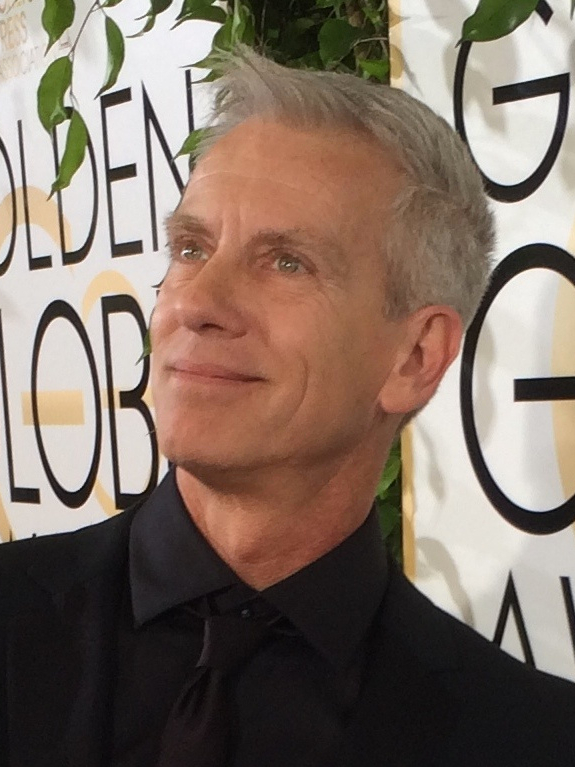
Regizorul Chris Sanders

## Lansare
Roboțica Roz a avut premiera mondială pe 8 septembrie 2024, fiind prezentat ca film principal la deschiderea Festivalului Internațional de Film de la Toronto. Lansarea în cinematografe fusese inițial programată pentru 20 septembrie, însă a fost amânată pentru 27 septembrie, aparent pentru a evita concurența cu Transformers One. Ulterior, pe 29 decembrie 2024, s-a anunțat că Roboțica Roz va fi relansat în cinematografele din SUA pe 17 ianuarie 2025.
Primul trailer al filmului, care include o reinterpretare a piesei „What a Wonderful World” de Louis Armstrong, a fost lansat pe 5 martie 2024, împreună cu un poster oficial. Trailerul a fost difuzat în cinematografe începând cu 8 martie, fiind proiectat înaintea filmului Kung Fu Panda 4, o altă producție recentă DreamWorks. Într-o recenzie pentru Polygon, Tasha Robinson a comparat designul personajului Roz cu roboți celebri din alte filme, precum BB-8 din trilogia sequel Star Wars, WALL-E, Baymax din Cei 6 super eroi și Uriașul de fier. Ea a remarcat, de asemenea, că singurele replici rostite în trailer – „Uneori, pentru a supraviețui, trebuie să devenim mai mult decât am fost programați să fim” – evocă mesajul central al filmului Uriașul de fier (1999).
Roboțica Roz a fost lansat pentru închiriere în format digital pe 15 octombrie 2024, iar versiunile Blu-ray și DVD au devenit disponibile pe 3 decembrie. Filmul a început să fie difuzat în SUA pe platforma Peacock, deținută de NBCUniversal, începând cu 24 ianuarie 2025. În baza unui acord pe termen lung între Universal și Netflix privind distribuția filmelor de animație, producția a fost disponibilă inițial pe Peacock în primele patru luni ale ferestrei de difuzare TV cu plată, după care a trecut pe Netflix pentru următoarele zece luni, începând cu 24 mai. Ulterior, filmul va reveni pe Peacock pentru ultimele patru luni ale acestei perioade.

## Receptare critică
Roboțica Roz a fost bine primit de critici. Pe site-ul Rotten Tomatoes, 96% dintre cele 254 de recenzii sunt pozitive, cu un scor mediu de 8,4/10. Consensul criticilor de pe site afirmă: „O poveste simplă spusă cu mare sofisticare, Roboțica Roz  este un divertisment minunat care uimește ochiul în timp ce îți umple inima până la refuz.” Filmul este al treilea cel mai bine cotat titlu DreamWorks Animation pe Rotten Tomatoes, după Evadare din coteț (2000) și Cum să îți dresezi dragonul (2010), ambele regizate de Chris Sanders.
Pe Metacritic, care calculează o medie ponderată a recenziilor, filmul a obținut un scor de 85 din 100 pe baza a 46 de recenzii, ceea ce indică „recunoaștere universală”. În ceea ce privește reacțiile publicului, CinemaScore i-a acordat nota medie „A” pe o scară de la A+ la F, iar sondajele PostTrak au indicat un scor general pozitiv de 96%, dintre care 62% dintre spectatori au declarat că ar recomanda cu siguranță filmul.
Natalia Winkelman de la The New York Times a descris filmul drept „un triumf orbitor al animației”, afirmând că este „o operă care se concentrează, înainte de toate, pe două lucruri: sentimente profunde și o frumusețe deosebită”. Pete Hammond de la Deadline Hollywood a comentat: „Dacă E.T. al lui Spielberg ar fi fost un film de animație, ar fi semănat cu ceea ce a creat aici scenaristul și regizorul Chris Sanders. Totuși, Roboțica Roz își țese propria magie — și pentru asta putem cu toții plânge de bucurie.”
Adrian Horton, scriind pentru The Guardian, a apreciat filmul drept „inteligent, sincer și adesea uimitor”, adăugând că oferă „tipul de divertisment animat potrivit pentru toate vârstele, care îi va încânta pe copii și le va lăsa un nod în gât”. Robbie Collin de la The Daily Telegraph i-a acordat filmului cinci stele din cinci, spunând: „DreamWorks a fost fondată acum 30 de ani, iar această lansare aniversară bine aleasă este cel mai bogat și emoționant film al lor de la Prințul Egiptului (1998), care a consacrat studioul.”
În recenzia sa pentru Vulture, Bilge Ebiri a lăudat interpretarea vocală a Lupitei Nyong'o, considerând că aceasta „a transformat acest film de familie emoționant într-o experiență de neuitat”.
Publicația Collider a considerat acest film drept unul dintre cele mai bune filme realizate până acum de Chris Sanders, iar Screen Rant l-a numit cel mai bun film de animație al anului. De asemenea, mai mulți cineaști, printre care Tim Fehlbaum, Jeff Fowler, Reinaldo Marcus Green, Chad Hartigan, Matt Johnson, Dana Ledoux Miller și Juel Taylor, au inclus filmul printre preferatele lor din 2024.

### Box office
Filmul a încasat 143,9 milioane de dolari în Statele Unite și Canada și 189,9 milioane de dolari în alte teritorii, ajungând la un total global de 334,1 milioane de dolari.
În SUA și Canada, filmul a fost lansat în același timp cu Megalopolis și se estima că va obține încasări între 24 și 30 de milioane de dolari în weekendul de deschidere, din 3.962 de cinematografe. În prima zi, filmul a generat 11,2 milioane de dolari, dintre care aproximativ 1,9 milioane proveneau din avanpremierele de joi seara. La finalul weekendului de deschidere, filmul a obținut încasări de 35,8 milioane de dolari, depășind așteptările și clasându-se pe primul loc la box office.
În al doilea weekend, încasările au scăzut cu 47%, ajungând la 18,9 milioane de dolari, iar filmul a coborât pe locul al doilea, fiind depășit de noul venit Joker: Folie à Deux. În al treilea weekend, Roboțica Roz a încasat 14 milioane de dolari, o scădere modestă de doar 25,9%, menținându-se pe locul doi în box office, după Terrifier 3, o altă lansare nouă. Potrivit The Hollywood Reporter, lanțurile de cinematografe au tratat Terrifier 3, un film fără clasificare oficială, ca pe unul cu rating R, refuzând accesul adolescenților sub 17 ani neînsoțiți. Surse din distribuție au speculat că numărul real de spectatori pentru Terrifier 3 a fost mai mare decât cel raportat, sugerând că o parte semnificativă dintre adolescenți au cumpărat bilete pentru Roboțica Roz și apoi au intrat la proiecțiile Terrifier 3. Această situație ar putea explica „creșterea notabilă” a încasărilor pentru Roboțica Roz în al treilea weekend.
În weekendurile următoare, filmul a încasat 10,1 milioane de dolari în al patrulea weekend și 6,8 milioane în al cincilea.

## Premii
| Premiu                                        | Data ceremoniei    | Categorie                                                      | Laureat | Rezultat     | Ref.            |
| --------------------------------------------- | ------------------ | -------------------------------------------------------------- | --- | ------------ | --------------- |
| Premiile Oscar                                | 2 martie 2025      | Cel mai bun film de desene animate                             | Chris Sanders și Jeff Hermann | Nominalizare | [ 58 ]          |
| Premiile Oscar                                | 2 martie 2025      | Cea mai bună coloană sonoră                                    | Kris Bowers | Nominalizare | [ 58 ]          |
| Premiile Oscar                                | 2 martie 2025      | Cel mai bun mixaj sonor                                        | Randy Thom, Brian Chumney, Gary A. Rizzo și Leff Lefferts                                                                                       | Nominalizare | [ 58 ]          |
| African-American Film Critics Association     | 13 decembrie 2024  | Cea mai bună coloană sonoră                                    | Kris Bowers | Câștigat     | [ 59 ]          |
| African-American Film Critics Association     | 13 decembrie 2024  | Cel mai bun film de desene animate                             | Roboțica Roz | Câștigat     | [ 59 ]          |
| Alliance of Women Film Journalists            | 7 ianuarie 2025    | Cel mai bun film de desene animate                             | Roboțica Roz | Câștigat     | [ 60 ]          |
| Alliance of Women Film Journalists            | 7 ianuarie 2025    | Cel mai bun scenariu adaptat                                   | Chris Sanders și Peter Brown | Nominalizare | [ 60 ]          |
| Alliance of Women Film Journalists            | 7 ianuarie 2025    | Cea mai bună interpretare vocală                               | Lupita Nyong'o | Câștigat     | [ 60 ]          |
| American Cinema Editors Awards                | 14 martie 2025     | Cel mai bun montaj într-un un film de desene animate           | Mary Blee | Câștigat     | [ 61 ]          |
| Annie Awards                                  | 8 februarie 2025   | Cel mai bun film de animație                                   | Roboțica Roz | Câștigat     | [ 62 ] [ 63 ]   |
| Annie Awards                                  | 8 februarie 2025   | Cele mai bune efecte de animație într-o producție animată      | Derek Cheung, Michael Losure, David Chow, Nyoung Kim, Steve Avoujageli                                                                          | Câștigat     | [ 62 ] [ 63 ]   |
| Annie Awards                                  | 8 februarie 2025   | Cele mai bune personaje animate într-o producție animată       | Fabio Lignini | Câștigat     | [ 62 ] [ 63 ]   |
| Annie Awards                                  | 8 februarie 2025   | Cel mai bun design al personajelor într-o producție animată    | Genevieve Tsai | Câștigat     | [ 62 ] [ 63 ]   |
| Annie Awards                                  | 8 februarie 2025   | Cel mai bun regizor al unei producții animate                  | Chris Sanders | Câștigat     | [ 62 ] [ 63 ]   |
| Annie Awards                                  | 8 februarie 2025   | Cel mai bun montaj într-o producție animată                    | Mary Blee, Collin Erker, Orlando Duenas, Lucie Lyon, Brian Parker                                                                               | Câștigat     | [ 62 ] [ 63 ]   |
| Annie Awards                                  | 8 februarie 2025   | Cea mai bună muzică într-o producție animată                   | Kris Bowers | Câștigat     | [ 62 ] [ 63 ]   |
| Annie Awards                                  | 8 februarie 2025   | Cel mai bun design de producție într-un film animat            | Raymond Zibach, Ritchie Sacilioc | Câștigat     | [ 62 ] [ 63 ]   |
| Annie Awards                                  | 8 februarie 2025   | Cea mai bună interpretare vocală într-o producție animată      | Lupita Nyong'o | Câștigat     | [ 62 ] [ 63 ]   |
| Annie Awards                                  | 8 februarie 2025   | Cea mai bună interpretare vocală într-o producție animată      | Kit Connor | Nominalizare | [ 62 ] [ 63 ]   |
| Art Directors Guild Awards                    | 15 februarie 2025  | Excelență în designul de producție pentru un film animat       | Raymond Zibach | Câștigat     | [ 64 ]          |
| Artios Awards                                 | 12 februarie 2025  | Cea mai bună distribuție într-o producție animată              | Christi Soper Hilt | Câștigat     | [ 65 ]          |
| Astra Film and Creative Arts Awards           | 8 decembrie 2024   | Cel mai bun film animat                                        | Roboțica Roz | Câștigat     | [ 66 ]          |
| Astra Film and Creative Arts Awards           | 8 decembrie 2024   | Cea mai bună interpretare vocală                               | Lupita Nyong'o | Câștigat     | [ 66 ]          |
| Astra Film and Creative Arts Awards           | 8 decembrie 2024   | Cea mai bună interpretare vocală                               | Pedro Pascal | Nominalizare | [ 66 ]          |
| Astra Film and Creative Arts Awards           | 8 decembrie 2024   | Cea mai bună coloană sonoră                                    | Kris Bowers | Nominalizare | [ 66 ]          |
| Astra Film and Creative Arts Awards           | 8 decembrie 2024   | Cel mai bun cântec original                                    | „Kiss the Sky” – Maren Morris, Ali Tamposi, Michael Pollack, Delacey, Jordan Johnson și Stefan Johnson                                          | Nominalizare | [ 66 ]          |
| Austin Film Critics Association               | 6 ianuarie 2025    | Cel mai bun film animat                                        | Roboțica Roz | Câștigat     | [ 67 ]          |
| Austin Film Critics Association               | 6 ianuarie 2025    | Cea mai bună coloană sonoră originală                          | Kris Bowers | Nominalizare | [ 67 ]          |
| Austin Film Critics Association               | 6 ianuarie 2025    | Cea mai bună interpretare vocală/animată/digitală              | Lupita Nyong'o | Câștigat     | [ 67 ]          |
| Premiile BAFTA                                | 16 februarie 2025  | Cel mai bun film de animație                                   | Roboțica Roz | Nominalizare | [ 68 ]          |
| Premiile BAFTA                                | 16 februarie 2025  | Cel mai bun film pentru familie și copii                       | Roboțica Roz | Nominalizare | [ 68 ]          |
| Premiile BAFTA                                | 16 februarie 2025  | Cea mai bună muzică originală                                  | Kris Bowers | Nominalizare | [ 68 ]          |
| Black Film Critics Circle Awards              | 19 februarie 2024  | Cel mai bun film de animație                                   | Roboțica Roz | Câștigat     | [ 69 ]          |
| Black Reel Awards                             | 17 februarie 2025  | Cea mai bună interpretare vocală                               | Lupita Nyong'o | Câștigat     | [ 70 ]          |
| Black Reel Awards                             | 17 februarie 2025  | Cea mai bună coloană sonoră                                    | Kris Bowers | Câștigat     | [ 70 ]          |
| Black Reel Awards                             | 17 februarie 2025  | Cea mai bună melodie                                           | Roboțica Roz (Original Soundtrack) | Nominalizare | [ 70 ]          |
| Celebration of Cinema and Television          | 9 decembrie 2024   | Premiul pentru compozitor                                      | Kris Bowers | Câștigat     | [ 71 ]          |
| Chicago Film Critics Association              | 12 decembrie 2024  | Cel mai bun film de animație                                   | The Wild Robot | Nominalizare | [ 72 ]          |
| Chicago Film Critics Association              | 12 decembrie 2024  | Cea mai bună coloană sonoră originală                          | Kris Bowers | Nominalizare | [ 72 ]          |
| Chicago Indie Critics Awards                  | 17 ianuarie 2024   | Cel mai bun film de animație                                   | Roboțica Roz | Câștigat     | [ 73 ]          |
| Chicago Indie Critics Awards                  | 17 ianuarie 2024   | Cel mai bun scenariu adaptat                                   | Roboțica Roz | Nominalizare | [ 73 ]          |
| Chicago Indie Critics Awards                  | 17 ianuarie 2024   | Cea mai bună coloană sonoră originală                          | Roboțica Roz | Câștigat     | [ 73 ]          |
| Chicago Indie Critics Awards                  | 17 ianuarie 2024   | Cea mai bună melodie originală                                 | Kiss The Sky - The Wild Robot | Nominalizare | [ 73 ]          |
| Chicago Indie Critics Awards                  | 17 ianuarie 2024   | Cel mai bun mixaj sonor                                        | Roboțica Roz | Nominalizare | [ 73 ]          |
| Chicago Indie Critics Awards                  | 17 ianuarie 2024   | Cel mai bun artist debutant                                    | Kris Bowers | Nominalizare | [ 73 ]          |
| Chicago Indie Critics Awards                  | 17 ianuarie 2024   | Sight Unseen award                                             | Lupita Nyong'o | Câștigat     | [ 73 ]          |
| Chicago Indie Critics Awards                  | 17 ianuarie 2024   | Sight Unseen award                                             | Pedro Pascal | Nominalizare | [ 73 ]          |
| Cinema Audio Society Awards                   | 22 februarie 2025  | Cel mai bun mixaj sonor într-o producție animată               | Ken Gombos, Leff Lefferts, Gary A. Rizzo, Alan Meyerson, Richard Duarte                                                                         | Câștigat     | [ 74 ] [ 75 ]   |
| Critics Association of Central Florida        | 2 ianuarie 2025    | Cel mai bun film de animație                                   | Roboțica Roz | Câștigat     | [ 76 ]          |
| Critics Association of Central Florida        | 2 ianuarie 2025    | Cea mai bună melodie originală                                 | „Kiss the Sky” | Câștigat     | [ 76 ]          |
| Critics Association of Central Florida        | 2 ianuarie 2025    | Cea mai bună interpretare hibrid                               | Lupita Nyong'o | Câștigat     | [ 76 ]          |
| Premiul Asociației Criticilor de Film         | 7 februarie 2025   | Cel mai bun film de animație                                   | Roboțica Roz | Câștigat     | [ 77 ]          |
| Premiul Asociației Criticilor de Film         | 7 februarie 2025   | Cea mai bună melodie                                           | "Kiss the Sky" – Maren Morris | Nominalizare | [ 77 ]          |
| Premiul Asociației Criticilor de Film         | 7 februarie 2025   | Cea mai bună coloană sonoră                                    | Kris Bowers | Nominalizare | [ 77 ]          |
| Critics' Choice Super Awards                  | 7 august 2025      | Cel mai bun film SF/fantasy                                    | Roboțica Roz | În așteptare | [ 78 ]          |
| Critics' Choice Super Awards                  | 7 august 2025      | Cea mai bună actriță într-un film SF/fantasy                   | Lupita Nyong'o | În așteptare | [ 78 ]          |
| Dallas–Fort Worth Film Critics Association    | 18 decembrie 2024  | Cel mai bun film de animație                                   | Roboțica Roz | Câștigat     | [ 79 ]          |
| Dallas–Fort Worth Film Critics Association    | 18 decembrie 2024  | Cea mai bună coloană sonoră                                    | Kris Bowers | Câștigat     | [ 79 ]          |
| Dublin Film Critics Circle                    | 19 decembrie 2024  | Cel mai bun film                                               | Roboțica Roz | 5th Place    | [ 80 ]          |
| Florida Film Critics Circle                   | 20 decembrie 2024  | Cel mai bun film de animație                                   | Roboțica Roz | Nominalizare | [ 81 ]          |
| Golden Reel Awards                            | 23 februarie 2025  | Cel mai bun mixaj sonor într-o producție animată               | Brian Chumney, Leff Lefferts, Randy Thom, David Farmer, David Hughes, Jamey Scott, Rich Quinn, Malcolm Fife, Dee Selby, Ronni Brown, Jana Vance | Câștigat     | [ 82 ] [ 83 ]   |
| Premiile Globul de Aur                        | 5 ianuarie 2025    | Premiul Globul de Aur pentru cel mai bun film de animație      | Roboțica Roz | Nominalizare | [ 84 ]          |
| Premiile Globul de Aur                        | 5 ianuarie 2025    | Cele mai bune încasări în cinematografe și de box office       | Roboțica Roz | Nominalizare | [ 84 ]          |
| Premiile Globul de Aur                        | 5 ianuarie 2025    | Premiul Globul de Aur pentru cea mai bună melodie originală    | „Kiss the Sky” – Maren Morris, Ali Tamposi, Michael Pollack, Delacey, Jordan Johnson și Stefan Johnson                                          | Nominalizare | [ 84 ]          |
| Premiile Globul de Aur                        | 5 ianuarie 2025    | Premiul Globul de Aur pentru cea mai bună coloană sonoră       | Kris Bowers | Nominalizare | [ 84 ]          |
| Golden Trailer Awards                         | 29 mai 2025        | Best Animation/Family TV Spot (for a Feature Film)             | Universal Pictures / Inside Job (pentru "Academy Love#)                                                                                         | Câștigat     | [ 85 ] [ 86 ]   |
| Golden Trailer Awards                         | 29 mai 2025        | Best Digital – Animation/Family                                | Universal Pictures / Inside Job (for "Organic Social/Meet the Cast 1/4×5")                                                                      | Nominalizare | [ 85 ] [ 86 ]   |
| Golden Trailer Awards                         | 29 mai 2025        | Best Animation/Family Poster                                   | Universal Pictures / AV Print & Dreamworks Animation (for "Payoff Poster")                                                                      | Nominalizare | [ 85 ] [ 86 ]   |
| Golden Trailer Awards                         | 29 mai 2025        | Best International Poster                                      | Universal Pictures / AV Print & Dreamworks Animation (for "International Payoff Poster")                                                        | Nominalizare | [ 85 ] [ 86 ]   |
| Heartland Film Festival                       | 2024               | Truly Moving Picture Award                                     | Roboțica Roz | Câștigat     | [ 87 ]          |
| Hollywood Music in Media Awards               | 20 noiembrie 2024  | Cea mai bună coloană sonoră originală într-un film de animație | Kris Bowers | Câștigat     | [ 88 ]          |
| Hollywood Music in Media Awards               | 20 noiembrie 2024  | Cea mai bună melodie originală într-un film de animație        | „Kiss the Sky” – Maren Morris, Ali Tamposi, Michael Pollack, Delacey, Jordan Johnson și Stefan Johnson                                          | Câștigat     | [ 88 ]          |
| Houston Film Critics Society Awards           | 14 ianuarie 2025   | Cel mai bun film de animație                                   | Roboțica Roz | Câștigat     | [ 89 ] [ 90 ]   |
| Houston Film Critics Society Awards           | 14 ianuarie 2025   | Best Original Score                                            | Kris Bowers | Nominalizare | [ 89 ] [ 90 ]   |
| Houston Film Critics Society Awards           | 14 ianuarie 2025   | Cea mai bună coloană sonoră originală                          | „Kiss the Sky” | Câștigat     | [ 89 ] [ 90 ]   |
| Premiul Hugo                                  | 16 august 2025     | Premiul Hugo pentru cea mai bună prezentare dramatică          | Chris Sanders și Peter Brown | În așteptare | [ 91 ]          |
| Kansas City Film Critics Circle               | 4 ianuarie 2025    | Cel mai bun film de animație                                   | Roboțica Roz | Câștigat     | [ 92 ]          |
| Kansas City Film Critics Circle               | 4 ianuarie 2025    | Cel mai bun scenariu adaptat                                   | Roboțica Roz | Nominalizare | [ 92 ]          |
| Kansas City Film Critics Circle               | 4 ianuarie 2025    | Cea mai bună coloană sonoră originală                          | Kris Bowers | Nominalizare | [ 92 ]          |
| London Film Critics' Circle                   | 2 februarie 2025   | Cel mai bun film de animație                                   | Roboțica Roz | Nominalizare | [ 93 ]          |
| New York Film Critics Online                  | 16 decembrie 2024  | Cea mai bună animație                                          | Roboțica Roz | Runner up    | [ 94 ]          |
| Premiile NAACP Image                          | 22 februarie 2025  | Cel mai bun film de animație                                   | Roboțica Roz | Nominalizare | [ 95 ]          |
| Premiile NAACP Image                          | 22 februarie 2025  | Cea mai bună interpretare vocală                               | Lupita Nyong'o | Nominalizare | [ 95 ]          |
| Nickelodeon Kids' Choice Awards               | 21 iunie 2025      | Filmul de animație favorit                                     | Roboțica Roz | Nominalizare | [ 96 ]          |
| Nickelodeon Kids' Choice Awards               | 21 iunie 2025      | Vocea feminină favorită într-un film de animație               | Lupita Nyong'o | Nominalizare | [ 96 ]          |
| Nickelodeon Kids' Choice Awards               | 21 iunie 2025      | Melodia favorită dintr-un film                                 | „Kiss The Sky” – Maren Morris | Nominalizare | [ 96 ]          |
| Online Film Critics Society Awards            | 27 ianuarie 2025   | Cel mai bun film de animație                                   | Roboțica Roz | Nominalizare | [ 97 ]          |
| Online Film Critics Society Awards            | 27 ianuarie 2025   | Cea mai bună coloană sonoră originală                          | Kris Bowers | Nominalizare | [ 97 ]          |
| Producers Guild of America Awards             | 8 februarie 2025   | Outstanding Producer of Animated Theatrical Motion Pictures    | Roboțica Roz | Câștigat     | [ 98 ]          |
| Premiul Saturn                                | 2 februarie 2025   | Premiul Saturn pentru cel mai bun film de animație             | Roboțica Roz | Câștigat     | [ 99 ]          |
| San Diego Film Critics Society                | 9 decembrie 2024   | Cel mai bun scenariu adaptat                                   | Chris Sanders | Nominalizare | [ 100 ]         |
| San Diego Film Critics Society                | 9 decembrie 2024   | Cel mai bun film de animație                                   | Roboțica Roz | Runner up    | [ 100 ]         |
| Premiul Satellite                             | 26 ianuarie 2025   | Premiul Satellite pentru cel mai bun film de animație sau mixt | Roboțica Roz | Nominalizare | [ 101 ]         |
| Premiul Satellite                             | 26 ianuarie 2025   | Cea mai bună coloană sonoră originală                          | Kris Bowers | Nominalizare | [ 101 ]         |
| Premiul Satellite                             | 26 ianuarie 2025   | Cea mai bună melodie originală                                 | „Kiss the Sky” – Delacey, Jordan Johnson, Stefan Johnson, Maren Morris, Michael Pollack și Ali Tamposi                                          | Nominalizare | [ 101 ]         |
| San Sebastián International Film Festival     | 28 septembrie 2024 | Lurra - Greenpeace Award                                       | Roboțica Roz | Câștigat     | [ 102 ]         |
| San Francisco Bay Area Film Critics Circle    | 15 decembrie 2024  | Cel mai bun film de animație                                   | Roboțica Roz | Nominalizare | [ 103 ]         |
| San Francisco Bay Area Film Critics Circle    | 15 decembrie 2024  | Cea mai bună coloană sonoră originală                          | Kris Bowers | Nominalizare | [ 103 ]         |
| SCAD Savannah Film Festival                   | 2 noiembrie 2024   | Virtuoso Award                                                 | Lupita Nyong'o | Câștigat     | [ 104 ]         |
| Seattle Film Critics Society                  | 16 decembrie 2024  | Cea mai bună coloană sonoră originală                          | Kris Bowers | Nominalizare | [ 105 ]         |
| Seattle Film Critics Society                  | 16 decembrie 2024  | Cel mai bun film de animație                                   | Roboțica Roz | Câștigat     | [ 105 ]         |
| Society of Composers & Lyricists              | 12 februarie 2025  | Outstanding Original Score for a Studio Film                   | Kris Bowers | Câștigat     | [ 106 ] [ 107 ] |
| St. Louis Film Critics Association            | 15 decembrie 2024  | Cel mai bun film de animație                                   | Roboțica Roz | Câștigat     | [ 108 ]         |
| St. Louis Film Critics Association            | 15 decembrie 2024  | Cea mai bună coloană sonoră                                    | Kris Bowers | Nominalizare | [ 108 ]         |
| St. Louis Film Critics Association            | 15 decembrie 2024  | Cea mai bună interpretare vocală                               | Lupita Nyong'o | Câștigat     | [ 108 ]         |
| St. Louis Film Critics Association            | 15 decembrie 2024  | Cea mai bună interpretare vocală                               | Pedro Pascal | Nominalizare | [ 108 ]         |
| Toronto Film Critics Association              | 24 februarie 2025  | Cel mai bun film de animație                                   | Roboțica Roz | Nominalizare | [ 109 ]         |
| USC Scripter Awards                           | 22 februarie 2025  | Cel mai bun scenariu adaptat                                   | Chris Sanders și Peter Brown | Nominalizare | [ 110 ]         |
| Visual Effects Society Awards                 | 11 februarie 2025  | Outstanding Visual Effects in an Animated Feature              | Chris Sanders, Jeff Hermann, Jeff Budsberg și Jacob Hjort Jensen                                                                                | Câștigat     | [ 111 ]         |
| Visual Effects Society Awards                 | 11 februarie 2025  | Outstanding Animated Character in an Animated Feature          | „Roz” – Fabio Lignini, Yukinori Inagaki, Owen Demers și Hyun Huh                                                                                | Câștigat     | [ 111 ]         |
| Visual Effects Society Awards                 | 11 februarie 2025  | Outstanding Created Environment in an Animated Feature         | „The Forest” – John Wake, He Jung Park, Woojin Choi și Shane Glading                                                                            | Câștigat     | [ 111 ]         |
| Visual Effects Society Awards                 | 11 februarie 2025  | Outstanding Effects Simulations in an Animated Feature         | Derek Cheung, Michael Losure, David Chow și Nyoung Kim                                                                                          | Câștigat     | [ 111 ]         |
| Visual Effects Society Awards                 | 11 februarie 2025  | Outstanding Compositing and Lighting in a Feature              | Sondra L. Verlander, Baptiste Van Opstal, Eszter Offertaler și Austin Casale                                                                    | Nominalizare | [ 111 ]         |
| Washington D.C. Area Film Critics Association | 8 decembrie 2024   | Cel mai bun film de animație                                   | Roboțica Roz | Câștigat     | [ 112 ]         |
| Washington D.C. Area Film Critics Association | 8 decembrie 2024   | Cea mai bună coloană sonoră originală                          | Kris Bowers | Nominalizare | [ 112 ]         |
| Washington D.C. Area Film Critics Association | 8 decembrie 2024   | Cea mai bună interpretare vocală                               | Lupita Nyong'o | Câștigat     | [ 112 ]         |

## Continuare
Pe 7 septembrie 2024, întrebat despre posibilitatea unei continuări, Chris Sanders a răspuns: „Mi-ar plăcea foarte mult. A fost o muncă realizată cu pasiune de întreaga echipă a studioului și, da, cred că mi-ar plăcea să continui și să rămân în acest univers pentru o vreme.” Ulterior, pe 12 octombrie 2024, Sanders a confirmat că o continuare se află deja în dezvoltare